# ويزلي لاو
ويزلي لاو (بالإنجليزية: Wesley Lau)‏ هو ممثل أمريكي، ولد في 18 يونيو 1921 في الولايات المتحدة، وتوفي في 30 أغسطس 1984 بلوس أنجلوس في الولايات المتحدة بسبب نوبة قلبية.

## أعمال

### مسلسلات
- بيري ماسون

## وصلات خارجية
- ويزلي لاو على موقع IMDb (الإنجليزية)
- ويزلي لاو على موقع قاعدة بيانات برودواي على الإنترنت (الإنجليزية)
- ويزلي لاو على موقع قاعدة بيانات الفيلم (الإنجليزية)